# إيمي غومينيك
ايمي جاكلين غومينيك (من مواليد 17 مايو 1986)  هي ممثلة أمريكية من مواليد السويد، أشهر أدوارها كما ناتالي هولواي في فيلم تلفزيوني بنفس الاسم (2009) ، وكاري كاتر / كيوبيد في السهم (2014-2019) وفيلومينا تشير جواسيس واشنطن (2014-17)

## حياتها المبكرة
ولدت جومنيك في هوديكسفال ، السويد ،   ابنة أب روسي وأم بولندية .  تخرجت من جامعة كاليفورنيا ، سانتا باربرا عام 2008 ، وحصلت على بكالوريوس الفنون الجميلة في المسرح وفي التمثيل. 

## الأعمال

### الأفلام
| عام  | عنوان             | وظيفة        | ملاحظات   |
| ---- | ----------------- | ------------ | --------- |
| 2005 | سايونارا إلفيكو   |              | فيلم قصير |
| 2009 | العثور على لا شيء | كيلسي        | فيلم قصير |
| 2009 | الإقلاع           | فتاة         | فيلم قصير |
| 2009 | فقط أضف الماء     | ايمي         | فيلم قصير |
| 2013 | أمريكا 101        |              | فيلم قصير |
| 2014 | جريمة صعبة        | فتاة الخريطة |           |
| 2014 | الواحد            | كلير         | فيلم قصير |
| 2015 | الترابط           | ساره         |           |
| 2018 | صندوق الطيور      | سامانثا      |           |

### المسلسلات
| عام            | عنوان                     | وظيفة             | ملاحظات                                                    |
| -------------- | ------------------------- | ----------------- | ---------------------------------------------------------- |
| 2008           | زوجات الجيش               | لي آن             | الحلقة: " تغييرات اللحظة الأخيرة "                         |
| 2008           | أسوأ عدوي: نظرية المؤامرة | إميلي كينت        |                                                            |
| 2008-09        | اليونانية                 | ريجان             | 2 حلقة                                                     |
| 2008 ، 2010    | خارق للعادة               | يونغ ماري وينشستر | 2 حلقة                                                     |
| 2009           | كيف قد قابلت أمك          | أماندا            | الحلقة: " ثلاثة أيام من الثلج "                            |
| 2009           | تشريح غريز                | بيكا ويلز         | الحلقة: " ما هو الاختلاف الذي يحدثه اليوم "                |
| 2009           | شبح ويسبرر                | جوين كولير        | الحلقة: " لا ترى الشر "                                    |
| 2009           | عظام                      | بيج سايلز         | الحلقة: " اليوم الجميل في الحي "                           |
| 2009           | ناتالي هولواي             | ناتالي هولواي     | فيلم تلفزيوني                                              |
| 2010           | قلعة                      | دانييل            | الحلقة: " The Mistress Always Spanks Twice "               |
| 2010           | لا عائلة عادية            | أوليفيا شيفر      | الحلقة: " لا زلزال عادي                                    |
| 2011           | الفسح                     | جويندولين هينلي   | الحلقة: " Gibtown "                                        |
| 2011           | الاقرب                    | شانون هيرشباوم    | الحلقة: " للخدمة مع الحب "                                 |
| 2011           | جريم                      | جيلدا دارنر       | الحلقة: " الدببة ستكون الدببة "                            |
| 2011           | العدالة لناتالي هولواي    | ناتالي هولواي     | فيلم تلفزيوني                                              |
| 2012           | CSI: ميامي                | هايدي تايلور      | الحلقة: " نيران صديقة "                                    |
| 2013           | CSI: نيويورك              | ساندرا تشاندلر    | الحلقة: " Blood Actually "                                 |
| 2013           | قواعد الاشتباك            | شارلوت            | الحلقة: " القطط والكلاب "                                  |
| 2014-2019      | سهم                       | كاري كتر / كيوبيد | متكرر (الموسم 3 و 7 ؛ 5 حلقات) ، ضيف (الموسم 4-5 ؛ حلقتان) |
| 2014 ، 2016-17 | بدوره: جواسيس واشنطن      | فيلومينا تشير     | دور متكرر ، 11 حلقة                                        |
| 2016           | NCIS                      | كاترينا كوبر      | الحلقة: " Being Bad "                                      |
| 2018           | الوقوع في سبيل الملائكة   | شارون             | الدور المتكرر: حلقتان                                      |
| 2018           | أرباح كاذبة               | كيمبرلي           | فيلم تلفزيوني                                              |

## وصلات خارجية
- الموقع الرسمي
- [http://www.imdb.com/name/nm3004295/ Amy Gumenick

] في قاعدة بيانات الأفلام على الإنترنت